# Christian Carlassare
Christian Carlassare, M.C.C.I., né le 1er octobre 1977 à Schio en Italie, est un prêtre combonien italien et évêque catholique de Rumbek au Soudan du sud depuis le 8 mars 2021.  
Au moment de son élection, il était le plus jeune évêque catholique italien.

## Biographie
Né à Schio en 1977, Christian Carlassare obtient son diplôme d'études secondaires et suit un cours d'orientation au séminaire des missionnaires comboniens du Cœur de Jésus à Thiene et effectue le noviciat à Venegono Superiore. À Rome, il obtient le baccalauréat en théologie de l'Université pontificale grégorienne en 2003 puis une licence en missiologie de l'Université pontificale urbanienne en 2004. En 2003, il fait sa profession solennelle de vœux à Rome. Il est ordonné prêtre en 2004.
Après son ordination, il se rend au Soudan du Sud pour apprendre la langue nuer à la paroisse de la Sainte Trinité, dans l'État de Fangak. Il devient vice-provincial au Soudan du Sud, de 2017 à 2019.
Le 1er juin 2020, il est nommé par Mgr Stephen Nyodho Ador Majwok (de) vicaire général du diocèse de Malakal pour trois ans.
Le 8 mars 2021, le pape François le nomme évêque de Rumbek, succédant à Cesare Mazzolari, décédé le 16 juillet 2011. Il devait être consacré le 23 mai 2021 suivant par l'archevêque Paul Richard Gallagher et comme co-consacrants l'archevêque de Djouba Stephen Ameyu Mulla et l'évêque de Malakal Stephen Nyodho Ador Majwok (de). Cependant, le 25 avril 2021, il est victime d'une agression à son domicile où il reçoit une rafale de kalachnikov dans la jambe.
Sa santé rétablie, le 25 mars 2022, il reçoit l'ordination épiscopale dans la cathédrale de la Sainte Famille de Rumbek, par l'imposition des mains du cardinal Gabriel Zubeir Wako, archevêque émérite de Khartoum. Pendant de la même célébration, il s'installe dans le diocèse.

### Rang ecclésiastique
- : Prêtre de l'Église catholique - 4 septembre 2004

## Œuvres
- La capanna di padre Carlo. Comboniano tra i Nuer, Comboniani editore, 2020.